# Allium samothracicum
Allium samothracicum — вид рослин з родини амарилісових (Amaryllidaceae); ендемік Греції.

## Опис
Цибулина яйцювата або широко яйцювата ≈ 1.5(1.8) × 1.2(1.5) см. Стеблина поодинока, 6(10)–15(20) см заввишки. Листків 4–5, ниткоподібні, 7–10 см × 1–1.5 мм. Суцвіття мало- або багатоквіткове (15–25 квіток), 40–50 квіток при культивуванні. Оцвітина дзвінчаста або субциліндрична; листочки оцвітини білі, серединні жилки коричневі, 4–4.5(5) × 2–2.2 мм. Пиляки жовті. 2n=16.
Час цвітіння: червень — липень.

## Поширення
Ендемік Греції. Знайдений на острові Самотракі, Північноегейський регіон. Росте на низьких і середніх висотах.